# John D. Guthridge
John Dominic Guthridge (meist John D. Guthridge, manchmal auch J.D. Guthridge; * 4. August 1912 in England; † November 1995 in Sussex, England) war ein britischer Filmeditor. In seiner knapp 30-jährigen Filmkarriere war er bei rund 35 Kino- und Fernseh-Produktionen für den Filmschnitt verantwortlich, darunter Klassiker des britischen Kinos wie Ernst sein ist alles, Duell am Steuer oder Die Strohpuppe.

## Leben und Karriere
John D. Guthridge verdiente sich 1948 seine ersten Sporen als Editor für Peter Ustinovs Regiedebüt Vice Versa, eine kleine liebenswerte Komödie mit Roger Livesey und Kay Walsh. In den Folgejahren arbeitete er dann sowohl für den Regisseur Harold Huth, unter anderem an Es begann in Rio, als auch für den Regisseur Harold French, an der romantischen Liebeskomödie Adam und Evelyne, mit Stewart Granger und Jean Simmons in den Hauptrollen.
In den 1950er Jahren betreute Guthridge dann als Editor auch aufwendiger produzierte britische Film-Klassiker wie Ernst sein ist alles von Anthony Asquith, Dämonen der Südsee von Regisseur Ken Annakin oder Cy Endfields hochgelobtes Action-Psycho-Drama Duell am Steuer mit Stanley Baker, Herbert Lom und Patrick McGoohan.
Während seiner produktivsten Zeit, den 1950er Jahren, kam er insgesamt bei 18 Filmen zum Einsatz. Überwiegend für Dramen und Komödien aber auch für einige Kriminal- und Abenteuerfilme. Unter anderem arbeitete er für solche Regisseure wie Bernard Knowles, Joseph Lejtes, John Paddy Carstairs, Compton Bennett, Mark Robson, J. Lee Thompson, Philip Leacock, Michael Relph oder Roy Ward Baker.
Am häufigsten arbeitete er in seiner filmischen Laufbahn aber für die beiden britischen Regisseure Anthony Asquith und Basil Dearden. Für Basil Dearden seit Das Mädchen Saphir im Jahre 1959 praktisch ununterbrochen bis zum Jahr 1965 für insgesamt 10 Produktionen. Darunter auch für Die Herren Einbrecher geben sich die Ehre und Die Strohpuppe mit Gina Lollobrigida und Sean Connery.
Die künstlerisch wie kommerziell unbefriedigende Krimiparodie Agenten lassen bitten 1965 mit Cliff Robertson, Jack Hawkins und Michel Piccoli wurde dann seine letzte Arbeit für Dearden, da dieser ein Jahr später für das oscar-nominierte Filmepos Khartoum mit Charlton Heston in der Hauptrolle auf Fergus McDonell als Editor zurückgriff, was Guthridge so schockte, dass er sich zehn Jahre komplett vom Film-Business zurückzog.
Erst der italienische Regisseur Gianfranco De Bosio konnte Guthridge wegen der üppigen Menge des zu schneidenden Filmmaterials für die extra für Burt Lancaster produzierte Fernseh-Miniserie Moses 1975 überreden, aufgrund seiner überragenden fachlichen Qualitäten aus dem selbst verordneten Ruhestand doch noch einmal zurückzukehren.
Sidney Hayers Krimidrama One Away mit Bradford Dillman aus dem Jahr darauf war 1976 dann Guthridges endgültig letzte Arbeit als Filmeditor.
John Dominic Guthridge verstarb im November 1995 im Alter von 83 Jahren in der Grafschaft Sussex.

## Filmografie (Auswahl)
- 1948: Vice Versa
- 1948: Es begann in Rio (Look Before You Love)
- 1949: Adam und Evelyne (Adam and Evelyne)
- 1949: Haus der Sehnsucht (Give Us This Day)
- 1950: Rächendes Schicksal (The Reluctant Widow)
- 1951: Konflikt des Herzens (The Browning Version)
- 1952: Ernst sein ist alles (The Importance of Being Earnest)
- 1952: Muß das sein, Fräulein? (Made in Heaven)
- 1953: Sekunden der Verzweiflung (Desperate Moment)
- 1954: Hölle unter Null (Hell Below Zero)
- 1954: Dämonen der Südsee (The Seekers)
- 1955: Hahn im Korb (As Long as They're Happy)
- 1956: Ein Alligator namens Daisy (An Alligator Named Daisy)
- 1957: Duell am Steuer (Hell Drivers)
- 1958: Kleine Übeltäter (Innocent Sinners)
- 1959: Das Mädchen Saphir (Sapphire)
- 1960: Die Herren Einbrecher geben sich die Ehre (The League of Gentlemen)
- 1961: Das Hausboot (Double Bunk)
- 1961: Der Teufelskreis (Victim)
- 1962: Brennende Schuld (Life For Ruth)
- 1962: Die heiße Nacht (All Night Long)
- 1963: Fesseln der Seele (The Mind Benders)
- 1964: Die Strohpuppe (Woman of Straw)
- 1965: Agenten lassen bitten (Masquerade)
- 1975: Moses (Moses the Lawgiver) (Fernsehminiserie)
- 1976: One Away